# AG (rapper)
AG, pseudonimo di Silver Orissaar (Pärnu, 29 luglio 1998), è un rapper estone.

## Biografia
Originario di Pärnu, è salito alla ribalta grazie al singolo Nagu kuu, che ha raggiunto la 19ª posizione della Eesti Tipp-40 e ha trascorso tre mesi nella top 40.
Il secondo album in studio dell'artista, intitolato Suhted e messo in commercio attraverso la Masterhead Records, parte del gruppo di Believe, è uscito nel 2020 e ha esordito al 4º posto della graduatoria nazionale, rimanendo per altre undici settimane fino al cessamento della classifica avvenuto a settembre del medesimo anno. Agli Eesti Muusikaauhinnad, il principale riconoscimento musicale dell'Estonia, è risultato finalista nella categoria di artista dell'anno.

## Discografia

### Album in studio
- 2019 – Segamini
- 2020 – Suhted
- 2021 – Emotsioonide vine all

### Singoli
- 2018 – Minu soov
- 2018 – Koju ära
- 2019 – Mul on saab
- 2019 – Kallis
- 2019 – Oks laiali
- 2019 – Suvi la
- 2019 – Slaavikükk
- 2019 – Teeme streaki
- 2019 – Tossud
- 2019 – Nagu kuu
- 2020 – Linn on tühi
- 2020 – Narkomaan
- 2020 – Maitea
- 2020 – Olla sinuga
- 2020 – Lõpupidu
- 2020 – Škoda (con Samoginson)
- 2020 – Lähme lendama
- 2020 – Nii ruttu
- 2021 – Mis siis on
- 2021 – Kõik on cool
- 2021 – Skafandris
- 2021 – Magada ei saa
- 2021 – Ülihea oli
- 2021 – Algus on llus
- 2021 – Su mõtetes
- 2022 – Ma tripin (feat. K&M)
- 2022 – Räägi veel
- 2022 – Puusad liiguvad (feat. Wild Disease)
- 2022 – Nii soe
- 2022 – Kena pepu
- 2022 – Särgiii (con DenuSion)
- 2022 – Mu Pariis
- 2022 – Päikesekuu (con Starboy Bob)
- 2022 – Madonna
- 2022 – Head uut
- 2023 – Cancúni (feat. Beatrice)
- 2023 – Kõik on täis
- 2023 – Bemmikummid
- 2023 – 1kord
- 2023 – Õlle (feat. Äss)
- 2023 – Endale saaksin
- 2023 – Helikiirusel (con Beatrice)
- 2024 – Südameteröövel
- 2024 – Kus sa oled?
- 2024 – Üksühele
- 2024 – Kahekesi
- 2024 – Miski pole igavene (con Laura Põldvere)
- 2024 – Olen 26
- 2024 – Pimepäev (con Laura Põldvere)
- 2025 – Miskit muud (M&M's) (con Laura Põldvere)